# Saison 6 de Archer
Chronologie
Saison 5 Saison 7
Cet article présente les épisodes de la sixième saison de la série télévisée d'animation Archer.

## Production
En mars 2014, FX commande une sixième saison, composée de treize épisodes. En octobre 2014, le créateur Adam Reed confirme que l'agence d'espionnage ne serait plus connue sous le nom d'« ISIS » en raison de l'association de l'acronyme avec le groupe djihadiste État islamique d'Irak et de Syrie.
La première saison est diffusée pour la première fois le 8 janvier 2015 aux États-Unis.
Peu après la diffusion de l'épisode 2, un téléspectateur a remarqué qu'un numéro de série apparaissant sur un écran d'ordinateur dans l'épisode était en fait le code ASCII hexadécimal d'une URL de site web. Cette URL était la première étape d'une vaste « chasse au trésor » interactive en ligne que l'animateur Mark Paterson avait conçue comme projet parallèle à la saison, qui a été récompensée par le Primetime Emmy Award du meilleur programme interactif pour 2015,.

## Épisodes
| № | #  | Titre                                                          | Scénario  | Première diffusion (États-Unis) | Audience (en millions) |
| --- | -- | -------------------------------------------------------------- | --------- | ------------------------------- | ---------------------- |
| 63 | 1  | Les Planqués The Holdout                                       | Adam Reed | 8 janvier 2015                  | 1,51                   |
| Dans un style typique, Archer effectue sa mission en Asie tout en faisant appel à plusieurs prostituées. Il est toujours en train de penser au fait qu'il est père maintenant. Le reste de l'équipage anciennement connu sous le nom d'ISIS (moins Krieger) arrive dans son bureau récemment rénové, gracieuseté de Cheryl et Pam. Malory, en particulier, est ravi du nouveau look futuriste du bureau, seulement pour découvrir qu'il s'agissait d'une simulation holographique déguisant le véritable bureau, une version fidèlement recréée de l'ancien bureau (moins le logo ISIS, naturellement). Le seul ajout au bureau semble être un robot nommé Milton, un grille-pain en forme de copieur. Alors qu'Archer se promène dans les jungles de Bornéo, il est pris en embuscade par un soldat japonais nommé Sato Kentaro, qui est déconnecté du monde extérieur depuis les années 1940. Il pense que la Seconde Guerre mondiale est toujours en cours et, en tant que tel, traite Archer avec hostilité. À l'aide de son téléphone, Archer tente de convaincre Sato que la guerre est terminée, mais en vain. Archer est alors contraint de faire prisonnier Kentaro alors qu'il poursuit sa mission. De retour au bureau, tout le monde est déconcerté de voir à quel point le bureau de l'ex-ISIS a été recréé, jusque dans les moindres détails. Apparemment, Cheryl a fait faire les récréations susmentionnées comme une blague sur Malory. De retour à Bornéo, Kentaro conduit Archer dans un piège, dans lequel il enfonce son pied sur du bambou. Entendant des guérilleros approcher, Kentaro tente de fuir mais est forcé de sauver Archer sous la menace d'une arme. Pendant ce temps, de retour au bureau, Malory est bouleversée de constater que son bureau a également été restauré dans son état d'avant le raid du FBI. Le reste du groupe continue de visiter le bureau, mais Pam se faufile dans le placard du concierge. Là-dedans, elle ouvre un passage secret vers un autre nouvel ajout au bureau; un bain à remous de style japonais, sans aucun doute destiné à être tenu secret de Malory. Krieger est déjà à l'intérieur et présente toujours des souvenirs erronés, en supposant qu'il est même Krieger et non un clone. De retour à Bornéo, Archer et Kentaro se détendent après avoir échappé à la guérilla. Alors qu'ils discutent de leurs situations respectives, Archer s'évanouit à cause d'un mélange d'analgésiques et de saké. Il se réveille le lendemain matin juste à temps pour voir Kentaro utiliser son téléphone pour se renseigner sur les bombardements d'Hiroshima et de Nagasaki. Archer essaie de le consoler, également en vain, sauf quelques côtes cassées. Finalement, Kentaro décide d'aider Archer dans sa mission dans l'espoir de faire un tour avec lui et de retourner au Japon. Après avoir récupéré l'objectif de la mission, Archer se prépare à faire sauter l'avion, mais les guérilleros le repèrent. Avec l'aide de Kentaro, la mission est terminée et ils arrivent au point d'extraction relativement intacts. Kentaro a des doutes sur le départ, mais Archer, dans un acte de gentillesse extrêmement rare et sans précédent, utilise son téléphone pour retrouver et appeler la famille de Kentaro, lui permettant de parler à sa femme pour la première fois depuis des décennies. Lorsque les agents de la CIA leur disent de se dépêcher, Archer leur tire dessus en criant « Nous avons besoin d'une minute! » alors qu'il regarde Kentaro renouer avec sa famille. À son retour au bureau, Archer est réprimandé par Lana au sujet de son absence de six semaines. Lana propose quelques règles de base concernant le rôle d'Archer en tant que parent, puis part nourrir Abbiejean. Avant qu'Archer ne suive, il révèle à Malory qu'il participait à la recréation de l'ancien bureau de l'ex-ISIS et de Milton, déclarant : « Je ne suis pas un grand fan du changement ». |    |                                                                |           |                                 |                        |
| 64 | 2  | Le Retour de Conway Three to Tango                             | Adam Reed | 15 janvier 2015                 | 0,90                   |
| Slater arrive au bureau de Malory Archer avec une mission pour Archer et Lana. Malgré les frasques quotidiennes des gens qui y travaillent, il décide de leur en confier la tâche. Slater les informe qu'un agent indépendant de la CIA est bloqué à Buenos Aires et a besoin d'une extraction. L'agent en question se révèle être nul autre que Conway Stern. Slater révèle également que le Whisper Drive que Conway a apparemment volé pour le vendre au gouvernement chinois était, en fait, un leurre mis en place par la CIA pour assurer la sécurité des vrais plans et que Conway n'était pas un traître après tout. Alors que Lana et Archer arrivent à Buenos Aires, ils commencent à débattre de qui serait le tuteur légal d'Abbiejean en cas de décès. Cet argument est présenté alors qu'ils se dirigent vers l'appartement où Conway est enfermé. Lana supplie Archer de ne pas compromettre leur mission en tentant toute sorte de vengeance sur Conway. Archer répond en défonçant la porte de l'appartement et en attaquant Conway. Alors que les deux luttent jusqu'à la mort, Lana décide de faire du thé. Alors qu'Archer est étouffé par Conway, il arrache la peau de son bras bionique (avec l'aimable autorisation du Dr Krieger, à la surprise ni d'Archer ni de Lana). Juste au moment où il semble que Conway ait l'avantage, Lana l'embête avec une bouilloire. Alors que la tension entre les trois s'apaise (et qu'Archer découvre de première main que le smoothie Yerba mate et Caña avec un flotteur WD-40 ne fait pas un cocktail agréable), Conway informe Archer et Lana que sa mission n'est pas encore terminée. Il a été envoyé pour récupérer un fichier informatique avec la véritable identité de chaque agent de la CIA opérant en Argentine. Archer et Lana sont obligés de l'aider à le récupérer auprès du gouvernement argentin afin de mener à bien leur propre mission. Pendant ce temps, Archer, Lana et Conway réquisitionnent une limousine pour infiltrer le bâtiment où le fichier informatique est conservé. Leurs déguisements n'aident pas beaucoup, car Archer est intercepté et agressé par les gardes. Lana et Conway, enfermés dans la limousine, regardent impuissants. Heureusement, Archer parvient à se défendre et à maîtriser les gardes. La situation étant complètement « archérisée », les trois se dirigent vers l'ordinateur contenant le fichier. De retour au bureau, Malory se souvient que Krieger se promenait dans son bureau au moment où AJ a disparu. Craignant le pire, Malory, Cheryl, Pam, Ray et Cyril se précipitent tous au laboratoire de Krieger. Là, ils le trouvent, AJ, et ce qui semble être des schémas d'un cyborg de la taille d'un bébé, au dégoût de tout le monde. Krieger explique que les schémas étaient en fait pour ce qu'il appelle « Cyberneddly Teddly », et qu'il avait simplement besoin d'AJ à des fins d'études de marché. Il affirme que le prototype se trouve quelque part dans son laboratoire, mais personne ne le croit. Reprenant AJ, Malory et les autres décident qu'il serait préférable de ne rien dire à Lana. Après que Malory ait averti Krieger de ne plus approcher AJ, elle et les autres prennent congé, juste au moment où Cyberneddly Teddly se présente pour faire une petite danse. Pendant ce temps, Conway parvient à extraire le fichier informatique qu'il recherchait. Sa mission accomplie, il tire sur Archer dans le dos. Il explique ensuite à Lana qu'il avait prévu de vendre le dossier aux Russes depuis le début. Archer et Lana l'ont aidé afin qu'il puisse se venger de ce qui lui est arrivé lors de leur dernière rencontre. Alors qu'il se prépare à sauter en parachute hors du bâtiment, il assure à Lana qu'il ne pourrait pas lui tirer dessus aussi parce qu'elle a un enfant à charge. Cependant, après une fêlure malheureuse sur le poids du bébé, Lana claque la fenêtre sur Conway, coupant sa main non bionique, qui tenait commodément le disque contenant le fichier qu'il recherchait. Conway est alors contraint de battre en retraite, révélant que Conway Stern était, en fait, son vrai nom. Alors que Lana transporte un Archer blessé hors du bâtiment, Slater passe les chercher. Slater révèle également que la CIA soupçonnait Conway de faire le coup qu'il a fait, c'est pourquoi ils ont envoyé Lana et Archer pour l'appâter. Ne s'en souciant pas trop à ce stade, Archer essaie de discuter de leur situation avec AJ. Lana avoue finalement que si quelque chose lui arrivait (et à elle seule), AJ vivrait avec ses parents. Et s'il leur arrivait quelque chose, elle vivrait avec la sœur de Lana. Curieux, Archer demande si la sœur de Lana était, en fait, sa sœur cadette. Lana répond en appuyant sur ses blessures. |    |                                                                |           |                                 |                        |
| 65 | 3  | Devine qui va nous tuer The Archer Sanction                    | Adam Reed | 22 janvier 2015                 | 0,88                   |
| Lana, Archer et Ray arrivent dans une station d'alpinisme dans les Alpes. Leur mission est de tuer un assassin, mais Archer, étant Archer, oublie le dossier de mission, ne leur laissant aucune idée de qui est leur cible. Archer essaie en vain de rediriger la colère de Lana vers Ray pour avoir oublié d'apporter de la gomme (Bien que Ray en ait apporté, il n'avait tout simplement pas envie de partager). En atteignant la cabane, ils rencontrent leur guide Crash McCaren. Ils rencontrent les autres invités : Mario Sevino (d'Italie), Michiko Ishikawa (du Japon) et Hans Hessler (d'Allemagne). Bien qu'Archer ait oublié l'identité de la cible de la mission, il rassure Lana qu'il sait que la personne vient d'un pays qui était une puissance de l'Axe pendant la Seconde Guerre mondiale. Après que Lana et Ray aient flirté avec un Crash sans méfiance, eux et les autres sont initiés à la montagne qu'ils vont escalader - Die Totenspitz (Le pic de la mort). Lana et Archer appellent Malory pour lui demander qui ils sont censés assassiner, et également préoccupés par Abbiejean mais seulement obtenir une messagerie vocale ridicule. Pendant ce temps, Pam, Cheryl, Cyril et Krieger traînent dans la salle de spa du nouveau siège social et reçoivent l'appel de Lana pour regarder dans l'appartement de Malory pour trouver AJ, seulement pour se rendre compte qu'il est fumigé. L'équipe d'alpinistes est en mouvement lorsque la Japonaise tombe soudainement dans une crête et que McCaren descend pour la sauver, mais en est incapable. Ils s'arrêtent pour la nuit, Lana, Ray et Archer dormant nus dans une tente et les autres dans une autre tente. A leur réveil, ils trouvent les corps gelés de l'Italien et de l'Allemand, étranglés par des ceintures. Lorsqu'ils confrontent McCaren, il affirme qu'ils ont souffert d'hypothermie et sont devenus fous. Archer lui fait alors admettre qu'il est l'assassin et qu'il est irlandais, et il a tué tous les autres grimpeurs, eux étant des agents d'Interpol. Archer lui tire dessus, contre les avertissements qu'une avalanche va se déclencher, ce qui est le cas. Plus tard, ils sont assis dans une ambulance, reflétant Pam, Cyril, Cheryl et Kreiger sauvés de la fumigation dans l'appartement de Malory. Archer montre une quantité surprenante de connaissances sur la Seconde Guerre mondiale en expliquant à Lana pourquoi il pensait que l'Irlande était une puissance de l'Axe; le confondant avec la Roumanie sous le pacte Molotov-Ribbentrop et l'invasion de la Bessarabie par l'URSS. |    |                                                                |           |                                 |                        |
| 66 | 4  | Le Mariage d'Edie Edie's Wedding                               | Adam Reed | 29 janvier 2015                 | 1,23                   |
| Dans la salle d'entraînement et de pause de l'ex-ISIS, c'est une journée typique alors que Sterling Archer essaie de contourner une Pam Poovey en pleurs pour préparer son café irlandais. Cependant, sa curiosité l'emporte et il demande à Pam ce qui ne va pas. Elle explique que sa sœur Edie Poovey va se marier, et apparemment, Pam a été ignorée pour le poste de demoiselle d'honneur en faveur d'une femme qui a volé un vieux béguin, ce qui la bouleverse grandement. Archer décide qu'il pourrait aussi bien être le plus un de Pam et l'accompagne dans le Wisconsin. Mais ils sont repérés à l'aéroport de Chicago en cours de route par nul autre que Barry Dylan, qui s'enregistre à Sky Air et est sur le point de commettre un meurtre. De retour au siège de l'ex-ISIS, Lana Kane cherche Archer pour s'occuper d'Abbiejean afin qu'elle puisse passer le week-end à l'école SERE. Cheryl Tunt lui dit où Archer est allé, au grand dam de Lana. Lana demande alors à Malory Archer, mais elle refuse, car elle a des projets amoureux avec Ron Cadillac, leur mariage réparé et plus fort que jamais (ou du moins c'est ce que Malory voudrait faire croire à tout le monde). Dans un motel du Wisconsin, Archer et Pam s'habillent pour le dîner de répétition, tandis que Barry, gelé de se cacher dans le passage de roue de leur avion, regarde et attend. Archer est relativement impressionné par Pam dans sa robe, ce qui est un désastre imminent. Soudain, Archer et Pam reçoivent la visite de l'infâme Edie elle-même. Il ne faut pas longtemps aux deux sœurs pour commencer à se battre, sous le regard d'Archer. Pendant ce temps, Lana voit Ray entrer dans l'ascenseur et lui demande de garder Abbiejean. Ray ferme la porte de l'ascenseur au visage de Lana, affirmant qu'elle est sensible. De retour dans le Wisconsin, lorsque Pam et Edie parviennent à arrêter de se battre, Edie bouleverse davantage Pam, la faisant sortir en trombe de l'hôtel. Alors qu'elle s'éloigne, elle est prise en embuscade par Barry. Lana rend ensuite visite au Dr Krieger dans les laboratoires de recherche appliquée de l'ex-ISIS pour lui demander de garder AJ. Elle change immédiatement d'avis lorsqu'elle le trouve en train de travailler sur son récent gadget. Elle rencontre alors Cyril Figgis qui s'étonne qu'elle demande à Krieger de faire du babysitting avant lui. Cyril suggère qu'il s'enregistre avec AJ dans un motel près du camp d'entraînement afin qu'elle puisse les surveiller. Cyril a des arrière-pensées, croyant que rendre la faveur l'amènera à « récidiver ». Après avoir kidnappé Pam, Barry la prend en otage dans un élévateur à grains abandonné et appelle Archer pour sauver Pam, afin qu'il puisse assassiner Archer à son arrivée. Quand Archer ne peut pas convaincre Edie de l'accompagner pour sauver Pam, il l'assomme et la met sur le siège arrière. Barry fulmine alors qu'il attache Pam et révèle qu'il est encore plus fou qu'avant depuis que Katya l'a largué pour Boris. Quand Archer et Edie arrivent au silo, Barry l'attaque instantanément tandis qu'Edie se montre moins qu'utile à Pam en la "coupant" verbalement au lieu de la libérer. Barry insulte ensuite Edie, ce qui la pousse à l'attaquer imprudemment. Barry étouffe presque Edie à mort jusqu'à ce que Pam se libère et prenne le fusil de chasse d'Archer - qui contient des munitions explosives. Pam fait un trou de la taille d'un ballon de football dans l'abdomen de Barry et enlève la moitié de son visage, révélant un endosquelette très Terminator-esque. Barry tombe alors dans la goulotte à grains et est ensuite enterré dans le grain par Pam. Le bâtiment est ensuite incendié par Edie avec un cocktail Molotov. Après leur départ, Edie découvre que son fiancé a reçu une pipe de la demoiselle d'honneur (qui a fait la même chose au béguin d'enfance de Pam, Arn) lors du dîner de répétition, qu'Edie a manqué. Cela met fin à Pam pour qui Archer est heureux. Pendant ce temps, l'endosquelette de Barry, fortement endommagé et maintenant sans peau, rampe hors de l'épave, pour être heurté par une ambulance (conduite par Arn) et s'éteint brièvement. Cependant, le corps déchiré semblable à un terminateur de Barry se réveille après l'arrêt initial, moment auquel il commence à rire hystériquement, suggérant qu'il a maintenant complètement perdu la tête. |    |                                                                |           |                                 |                        |
| 67 | 5  | Vision Quest                                                   | Adam Reed | 5 février 2015                  | 0,98                   |
| Pam, Cheryl, Krieger, Cyril et Ray arrivent de bonne heure au siège de l'ex-ISIS. Malory a convoqué une réunion énigmatique mais importante à 7 heures du matin et, bien que personne ne soit impatient de voir ce qu'elle a prévu, ils savent qu'il ne faut pas s'attirer sa colère en se présentant en retard. Lana arrive juste au moment où le gang monte dans l'ascenseur et on dirait Archersera le seul à manquer. Soudain, il se présente et demande à Ray de tenir la porte. Ray, faisant semblant d'appuyer sur le bouton « ouvrir la porte », appuie à plusieurs reprises sur le bouton « fermer la porte », mais Archer force les portes avec une vadrouille. Le groupe commence à bavarder, puis à se chamailler, puis à crier, tout en ignorant que, grâce à une combinaison des actions de Ray et Archer, l'ascenseur a mal fonctionné jusqu'à ce qu'il dépasse le dernier étage, s'écrase dans l'ascenseur de voiture et cale. La situation semble précaire. Le bureau est vide (à l'exception de Milton), le téléphone de l'ascenseur est mort et personne ne peut recevoir de signal sur son téléphone portable car Krieger a installé un brouilleur RF sur le toit de la voiture dans une tentative malavisée d'encourager les gens à être plus sociaux. Pour passer le temps et se préparer à un éventuel long séjour, le groupe décide de rationner toute la nourriture disponible. Archer insulte le gilet de pull de Cyril, Cyril insulte les penchants d'Archer, Cheryl identifie le vice de tout le monde et Pam avale son alcool, cette dernière action oblige Pam à uriner. Le groupe débat en sautant pour tenter de déloger la voiture. Quand cela ne va nulle part, Ray décide de fumer. Il passe la tête par l'espace entre les portes ouvertes et le haut de la porte et constate que Milton est revenu avec des toasts. Pam fait pipi au dégoût de tout le monde. Ray découvre que son téléphone a un signal lorsqu'il est coincé à travers le trou, mais appeler le 911 s'avère infructueux. Il essaie plutôt Malory, mais Archer a redirigé son portable vers le téléphone de l'ascenseur pour l'une de ses farces de messagerie vocale. À leur point de rupture, tout le monde se retourne. Pendant ce temps, Malory arrive enfin. Elle utilise sa clé de commande manuelle pour réinitialiser l'ascenseur et, lorsque la voiture arrive, est consternée de voir l'équipe ex-ISIS se jeter l'une sur l'autre avec Cheryl ayant Krieger dans une prise de tête, Pam étouffant Ray par derrière, Lana étranglant Archer et Cyril se masturbant. au coin. Il est révélé que l'importante réunion de 7h00 était un exercice de consolidation d'équipe. Lana considère que cela signifie que Malory a installé l'ascenseur pour casser, mais elle précise qu'ils étaient tous censés regarder Vision Quest ensemble. |    |                                                                |           |                                 |                        |
| 68 | 6  | Baby-Sitting Sitting                                           | Adam Reed | 12 février 2015                 | 0,81                   |
| À l'appartement d'Archer, Archer a accepté de garder Abbiejean pour le week-end pendant que Lana part en retraite spirituelle dans un centre zen. Lana est loin d'être rassurée, avec le bilan peu reluisant d'Archer en ce qui concerne la prise au sérieux des choses importantes et le fait que Woodhouse est parti en vacances. Cependant, Archer promet qu'il a tout sous contrôle et Lana part, mais pas avant de parier qu'Archer l'appellera à l'aide avant qu'elle ne revienne. Archer a à peine le temps de se faire un Black Mexican (un cocktail mal conçu et impromptu de tequila et de liqueur de café) que les choses tournent mal : un Slater blessé et un officier des renseignements pakistanais, Farooq Ashkani, font irruption à la porte. Slater panse sa blessure par balle et explique que Farooq est un cyber-espion pour le Pakistan qui veut faire défection en Amérique. Une fuite a conduit les collègues de Farooq au refuge de la CIA et une fusillade s'est ensuivie. Le refuge étant compromis, Slater offre à Archer cent mille dollars pour garder Farooq pendant qu'il s'occupe de la fuite. Farooq s'occupe d'AJ, Slater part pour s'occuper des affaires et Farooq tire soudainement une arme sur Archer. Archer pense que c'est une blague mise en place par Lana jusqu'à ce que Farooq lui tire une balle dans l'épaule. Il prend AJ en otage et ordonne à Archer de l'emmener à l' ordinateur central au siège de l'ex-ISIS. Il explique que la fuite de la CIA est un canular et que la fusillade à la maison sécurisée était une ruse pour qu'il soit amené à Archer. Ils arrivent tous les trois au bureau pour constater que Cyril, Pam, Cheryl, Ray et Krieger ont leur soirée poker mensuelle ensemble dans la salle de pause . Archer prétend qu'il récupère des accessoires pour bébés dans son bureau avec Farooq se faisant passer pour un manny (nounou masculin), nommé Manny, pour AJ. Le groupe l'achète dans un premier temps, mais devient méfiant. Dans la salle de l'ordinateur central], Farooq partage ses plans pour installer des logiciels espions du bureau sur le réseau de la CIA, puis tuer Archer. Lorsque Pam entre, Archer prend le dessus et ordonne à Pam de mettre AJ en sécurité, ce qu'elle fait à la King Kong. Farooq a toujours son arme et Archer se met à couvert, avec Cyril, Ray et Krieger derrière un bureau à l' étage du bureau principal de l'ex-ISIS. Le groupe n'est pas armé, alors Archer prévoit d'attirer le feu de Farooq en l'insultant en ourdou et de déclencher le gaz neurotoxique dans les évents après que tout le monde se soit échappé. Il met le plan en mouvement mais se fait tirer dessus à nouveau. On dirait qu'Archer est foutu, mais Lana apparaît soudainement avec Malory et AJ. Le tout était un montage (Slater était maquillé et Farooq est un acteur d'improvisation) pour voir si Archer pouvait faire confiance pour s'occuper seul du bébé AJ. Archer est furieux, Lana considère l'exercice comme « un succès mitigé » et Farooq invite tout le monde à un spectacle d'improvisation. |    |                                                                |           |                                 |                        |
| 69 | 7  | Danger Zone 51 Nellis                                          | Adam Reed | 19 février 2015                 | 1,08                   |
| Archer, bouleversé par l'exercice de confiance de Lana, s'est envolé pour un casino pour noyer son chagrin, mais après s'être retrouvé ivre, fauché et inscrit à la fois sur la liste No Fly et sur la liste No Train, appelle Cheryl et supplie un ramener à la maison sur son avion privé. La joie d'Archer se transforme rapidement en agacement lorsqu'il découvre que Cheryl a amené Cyril, Pam, Ray et Krieger avec elle afin que tous puissent faire un voyage touristique à Branson, Missouri. Les plans de tout le monde sont détournés lorsque Ray, après avoir succombé à la pression des pairs, dirige l'avion trop près de la zone 51 et que l'armée de l'air les abat. Ray fait atterrir l'avion en toute sécurité à la base aérienne de Nellis, Archer exécute une ruse astucieuse et, en utilisant le code d'authentification de Slater, se fait passer pour un agent de la CIA transportant des prisonniers (le gang) avec un pilote israélien (Ray). Pendant ce temps, au siège de l'ex-ISIS, Malory et Lana rattrapent le bébé AJ. Le sou tombe quand Malory offre cent mille dollars à Lana pour renommer Abbiejean en « Malory ». Lana est outrée, mais quand Malory pleure, Lana fait des compromis et accepte que le deuxième prénom d'AJ soit « Malory ». Négociatrice avisée qu'elle est, Malory accepte à condition que le prix soit baissé à 22 500 $. Elle offre également 5 000 $ de plus pour qu'AJ soit baptisé dans une église blanche. De retour à Nellis, le gang traîne au club des officiers pendant que l'armée de l'air leur prépare un nouvel avion de transport. Alors que tout le monde est distrait par les reproches d'Archer au sujet du manque d'alcool de qualité, Pam et Krieger voient une paire d' extraterrestres entrer. Quand les deux hurlent de terreur, les extraterrestres s'enfuient avant que les autres ne les repèrent. Pam et Krieger partent en courant à la recherche des extraterrestres, déclenchent une alarme et Archer part à leur recherche. Il est acculé par des soldats et, après une mauvaise communication, doit les combattre et prend leurs uniformes après les avoir tous assommés. Pam et Krieger trouvent les extraterrestres, qui révèlent la clé pour comprendre l'univers entier, les laissant tous les deux submergés. Ils se téléportent avant qu'Archer ne trouve Pam et Krieger. Archer les ramène tous les deux au salon, le groupe se déguise avec des uniformes de l'armée de l'air, et ils volent facilement un avion cargo et s'échappent. Archer se moque de Pam en disant qu'il croit en la vie extraterrestre, mais tout le monde se réjouit quand il donne le feu vert pour voler à Branson. Il demande ensuite si l'avion a des bombes, probablement pour pouvoir détruire Branson. |    |                                                                |           |                                 |                        |
| 70 | 8  | Les Kane The Kanes                                             | Adam Reed | 26 février 2015                 | 1,08                   |
| Lana voyage avec Archer et AJ dans la maison de ses parents à Berkeley, en Californie, afin qu'ils puissent rencontrer leur petite-fille. Elle explique à Archer comment se comporter correctement et Archer boit pour calmer ses nerfs. Ils sont tous les deux un peu nerveux depuis que la première introduction d'Archer à la famille Kane s'est mal passée. Ils arrivent et Claudette et Lemuel Kane sont ravis de rencontrer Abbiejean, mais moins de rencontrer Archer. Ils se rattrapent tous et les parents de Lana lui posent des questions sur son travail à l'université, croyant qu'elle travaille sur son doctorat. en sciences de l'environnement. Archer accepte ce mensonge, et malgré une légère tension, tout semble bien se passer jusqu'à ce qu'Archer essaie le bain à remous. Lemuel et Claudette le rejoignent nus et souhaitent lui révéler un secret que Lana ne peut pas connaître, les deux événements étant à la surprise d'Archer. Croyant qu'il s'agit d'une invitation à un trio, Archer établit quelques règles de base. Cependant, ce n'était pas le cas, laissant Claudette et Lemuel choqués et Lana furieuse. Une dispute entre Lana, Lemuel et Archer est interrompue lorsque Claudette trouve l'étude de Lemuel saccagée et ses années de recherche sur les algues volées. Archer aperçoit les voleurs en train de s'échapper et parvient à tirer sur le chauffeur en fuite, mais les autres voleurs s'éloignent. Lemuel autorise à contrecœur Archer à conduire sa Mustang lors de la poursuite à grande vitesse et de la fusillade qui s'ensuit tout en se demandant pourquoi Archer a une arme à feu en premier lieu. Il explique également que ses recherches consistent à transformer les algues en biocarburant, qui pourraient se reproduire à l'infini et rendre potentiellement obsolètes les carburants fossiles, le Big Oil et l'OPEP. Pendant ce temps, de retour à New York, Cyril, Pam, Cheryl, le Dr Krieger et Mitsuko Miyazumi se retrouvent bloqués à Brownsville lorsque Krieger's Van tombe en panne sur le chemin de la soirée mensuelle de la ligue de bowling du gang. Pam est chargée de tirer la camionnette sur une colline pendant que les autres « aident ». Krieger oublie de retirer le frein de stationnement et les autres boivent des bières alors qu'ils sont censés pousser. Quand Archer est à court de munitions et doit emprunter le TEC-9 de Lana, elle doit finalement expliquer à son père qu'elle et Archer travaillent comme espions/entrepreneurs pour la CIA et qu'elle a abandonné sa carrière scientifique il y a longtemps. Furieuse que Lana ait abandonné son « talent donné par Dieu » en science, Lana avoue également qu'elle n'a poursuivi que la science parce qu'elle ne pouvait pas faire face à la déception de ses parents. Après s'être réconcilié, le père de Lana mentionne que le secret était en fait dans une invitation à la réunion de famille Kane. Archer arrête les voleurs en utilisant une manœuvre PIT et lui et Lana s'engagent dans une fusillade. À New York, afin d'alléger la charge, Cheryl lance les boules de bowling. Les balles finissent malheureusement par heurter la voiture de quelqu'un. Avant qu'un incident ne se produise, Pam se rend compte que la voiture appartient à Darryl, un ami qu'elle connaît de son club de combat. Elle se réconcilie avec la promesse de bières gratuites dans un titty bar et d'un réservoir de réparation et d'azote gracieuseté de Krieger, et laisse les autres derrière. Alors que la fusillade commence et que Lana appelle le nom d'Archer lorsqu'elle demande un tir de couverture, l'un des voleurs le reconnaît et retire son masque - c'est Slater qui est derrière tout cela. Il dit au Dr Kane que ses recherches pourraient mettre en péril la sécurité nationale des États-Unis si le pétrole du Moyen-Orient devenait soudainement sans valeur. Pour compenser cela, le Dr Kane recevra un montant important et non divulgué déposé directement sur son compte bancaire mensuellement à vie. Lana est choquée que son père jette ses recherches si rapidement, mais il plaisante en disant que maintenant « nous allons pouvoir brûler de l'argent ». Dans l'avion de retour à New York, Lana félicite Archer pour son aide et s'excuse pour l'animosité au début de l'épisode. Archer s'excuse d'avoir presque « rôti à la broche » sa mère. |    |                                                                |           |                                 |                        |
| 71 | 9  | Suite royale Pocket Listing                                    | Adam Reed | 5 mars 2015                     | 0,92                   |
| Au siège de l'ex-ISIS, Slater décrit la dernière mission de la CIA pour les agents : neutraliser les gardes royaux de Durhani, endormir la famille royale avec un pistolet tranquillisant à action rapide et permettre à Slater de scanner leurs téléphones et leurs appareils électroniques, afin que l'Amérique puisse surveiller leurs communications. Les Royals sont à la recherche d'une maison à New York, l'opération se déroule donc au Tunt Manor où le gang prend ses positions : le Dr Krieger surveille les caméras, Lana et Pam se font passer pour des femmes de chambre, Archer est le majordome, Cyril est un voiturier, et Ray est en tenue de camouflage dans la véranda. En raison de sa familiarité avec la propriété et son histoire, Cheryl est en mesure d'offrir de manière convaincante des détails riches, souvent sinistres, à l'innocent prince héritier Fawad Fawaz et à sa mère dominatrice, la reine Yasmin. Malgré cela, les défauts et les luttes intestines viennent immédiatement au premier plan. Lana trouve le plan de Slater à la fois contraire à l'éthique et inutilement compliqué tandis qu'Archer se languit de la belle reine. Slater commence à tranquilliser Krieger à plusieurs reprises pour son agacement perçu, et Cyril espère creuser un fossé entre Archer et Lana en exposant le coureur de jupons d'Archer. Dans la salle à manger formelle, Archer devient convaincu qu'il doit avoir des relations sexuelles avec la reine. La stratégie de Cyril pour reconquérir Lana en révélant le plan d'Archer se retourne contre lui lorsqu'elle décide à la place de rendre Archer jaloux en séduisant le prince. Ray envoie avec succès les gardes en les laçant avec un puissant laxatif chimique, mais le plan artificiel de Slater déraille rapidement. Lana attire le prince dans la chambre, un attrape-mouche géant de Vénus dans la véranda attaque Ray et Archer calme Slater. Archer monte ensuite à l'étage où il interrompt la séduction du prince par Lana en le calmant. Cependant, sa passion s'éveille lorsqu'il voit Lana en lingerie. Une tentative de Slater de faire irruption se heurte à une fléchette tranquillisante. Alors que Lana et Archer se disputent, Cyril se cache en arrière-plan, espérant une ouverture. Mais lorsque les cris atteignent leur paroxysme, les deux commencent à s'embrasser. La reine, Pam et Cheryl traversent la scène, la reine crie pour les gardes et se fait tranquilliser par Archer. Tout le monde, à l'exception de Lana et Archer qui font l'amour dans la salle de bain, s'échappe par un passage secret avant que les gardes n'arrivent et que la famille royale ne se réveille. Apparemment, le danger l'a rendu tellement plus chaud. La mission est un échec colossal ; bien que Slater et la CIA n'aient pas été impliqués, l'ambassadeur de Durhani est furieux et Ray a perdu la main sur la plante carnivore. Du côté positif, Lana et Archer sont de retour ensemble. |    |                                                                |           |                                 |                        |
| 72 | 10 | Remettre le couvert Reignition Sequence                        | Adam Reed | 12 mars 2015                    | 1,07                   |
| Dans la salle d'entraînement et de pause de l'ex-ISIS, jaloux et écœuré par la relation ravivée entre Archer et Lana, le gang du bureau décide de proposer un plan pour les séparer définitivement. Lorsque l'idée élaborée de Cheryl d'encadrer un patsy pour l'enlèvement d' AJ est un peu trop pour tout le monde, le gang décide de se contenter d'organiser une femme à attraper avec Archer, qui, selon eux, ne peut pas résister à la tentation de tricher. Après avoir exclu les prostituées coûteuses, ils décident tous de faire appel à la seule femme qui a une forte emprise psychologique sur Sterling, à part Malory, Katya Kazanova. Pendant ce temps, pendant la rémanence du sexe dans le placard du concierge, Lana dit à Archer qu'elle a remarqué qu'il a mûri depuis qu'il s'est remis avec lui et à quel point elle est heureuse. Il reconnaît toutes les fois dans le passé où il a triché et promet que cela ne se reproduira plus jamais. Il demande également qu'aucun d'eux ne dise à sa mère qu'ils sont un objet, de peur qu'elle essaie de les séparer à nouveau. Plus tard dans la journée, Archer invite Lana à son appartement pour le dîner qu'il prévoit de préparer lui-même, car Woodhouse a disparu depuis un certain temps. Plus tard dans la nuit, le gang jalonne la place d'Archer dans une camionnette de crème glacée. Le Dr Krieger avait précédemment installé des caméras cachées dans le penthouse d'Archer pour capter tout ce qui se passe. Alors qu'Archer rentre chez lui, il découvre Katya sortant de sa salle de bain et sa chambre préparée pour une soirée intime ensemble. Alors que le gang regarde Archer refuser les avances de Katya, ils voient Lana s'arrêter à l'extérieur, qui est obligée de prendre les escaliers, car l'ascenseur est en panne. Quand Katya est contrariée qu'Archer la refuse en faveur de Lana, il donne un discours sincère, expliquant comment il a maintenant un enfant, combien il a toujours aimé Lana malgré leurs combats, et bien que Katya ait une place dans son cœur, il ne veut pas risquer de perdre Lana à nouveau. Le discours touche Katya, ainsi que le gang, qui se sent maintenant coupable de ce qu'ils ont fait. Ils essaient d'empêcher Lana d'entrer dans l'appartement d'Archer. Quand Archer se rend compte que Lana sera là d'une seconde à l'autre, il demande rapidement à Katya de partir avant qu'elle n'entre. Elle mentionne qu'elle a oublié quelque chose dans la salle de bain, mais Archer lui dit qu'il le lui enverra par courrier. Équipée d'un grappin à l'avant-bras, elle part du balcon d'Archer, lui disant qu'il va lui manquer et l'embrasse pour de bon. Alors qu'Archer se démène pour préparer le dîner, le gang arrête Lana, et comme tactique de blocage, Cyril admet sans enthousiasme qu'il aime toujours Lana. Elle rit et rentre quand même, fermant la porte sur eux. Elle remarque finalement la configuration intime dans la chambre et pensant que c'est la tentative de romance d'Archer, va dans la salle de bain pour se préparer. Archer dit à Lana qu'il se sent comme un nouvel homme, ce qui incite Lana à lui poser des questions furieuses sur le vagin dans l'évier. |    |                                                                |           |                                 |                        |
| 73 | 11 | Des soucis et des hommes Achub y Morfilod                      | Adam Reed | 19 mars 2015                    | 0,84                   |
| L'épisode s'ouvre avec Archer conduisant une voiture à toit ouvert le long de la côte galloise. Il est au téléphone avec sa mère alors qu'il la remercie d'avoir regardé AJ et de se plaindre des signes manquant de voyelles. Il met fin à l'appel alors que Lana se réveille en menaçant sa mère de poursuites judiciaires si elle « négligeait » de la nourrir. Au début, Lana est calme mais commence à se déchaîner alors qu'elle se souvient des événements de ses dernières heures de veille et où se trouve AJ. Il lui dit qu'il voulait l'amener dans une petite ferme pour discuter et que la meilleure façon de le faire était de « lui injecter un tranquillisant, la conduire jusqu'à un aérodrome privé, la mettre sur un Avion de la CIA, faites-la voler pendant la nuit jusqu'au Pays de Galles, puis cela les amène à maintenant. » Lana se déplace vers le siège arrière alors qu'elle tente d'étrangler Archer avec son écharpe. Elle exige qu'il s'arrête, mais en raison d'éventuelles explosions de vaisseaux sanguins, il continue de conduire et fait une embardée hors de la route, s'écrasant sur un tracteur garé dans la ferme qu'il avait l'intention de visiter. Une fois l'accident terminé, Lana admet que la maison est assez romantique. Une fois installés, les deux recommencent à se disputer. Il insiste sur le fait qu'il ne l'a pas trompée, alors que Lana veut partir. Il explique que Katya était juste là et que les « idiots » ont dû l'appeler. Dans le laboratoire de Krieger, le groupe fait des jeux de mots sur les mains tandis que Gillette est allongée sur une civière prête pour l'opération et fatiguée de les entendre faire la lumière sur sa situation. De retour au Pays de Galles, Lana met en place une théorie selon laquelle le groupe était jaloux de leur retour ensemble, a appelé Katya pour séduire Archer, mais il a refusé, a fait brûler ses vêtements, jizzed du champagne et elle a laissé son vagin robot dans l'évier même si Archer l'a fait. pas coucher avec Katya. Archer conclut que c'est vrai, alors que Lana n'est toujours pas convaincue. Elle est toujours très contrariée qu'il l'ait droguée. Il prévoit de l'emmener dans une distillerie où est fabriqué le scotch Glengoolie où il lui expliquera tout et se rattrapera. Juste au moment où Archer est sur le point d'ajouter à ses souhaits, deux hommes font irruption à la porte. Lana exige qu'ils gèlent et elle attrape son arme pour la trouver manquante. Le plus petit des deux hommes se présente comme Lloyd Llewellyn ainsi que son frère, Dafydd. Il est surpris que Lana ne les connaisse pas et Archer explique qu'il y a une composante de travail dans leur visite. Les deux hommes se révèlent être des membres de la Free Wales Army. Lana est curieuse de savoir pourquoi la CIA veut aider les ennemis de l'Angleterre, qui est un allié des États-Unis. Lloyd mentionne que les Anglais ne sont pas des alliés des Gallois et Lana plaisante en disant que c'est le même pays. Les frères s'offensent beaucoup. Lloyd mentionne qu'une petite ville, Dyffryn Ddibwys a été écartée et les habitants ont été expulsés afin de construire un barrage. Il mentionne également que les résidents ont été grandement indemnisés pour leur déménagement et que la plupart s'en sortent mieux qu'ils ne l'étaient. Lana demande "Alors, quel est le problème?" Archer prétend que cela n'arriverait pas en Amérique, mais Lana l'informe sur la Tennessee Valley Authority qui fait la même chose aux Américains en plus grand nombre plus fréquemment. Archer ne sait pas ce qu'est la TVA alors Lana utilise Délivrance. Lana demande à Lloyd pourquoi le MI5 est après eux, et il répond qu'il a essayé de détruire un barrage qui inonderait les gens, principalement des Anglais. Lana sort alors qu'Archer mentionne qu'elle n'est pas en colère contre eux, elle est en colère contre lui. Il commence alors à expliquer qui est Katya et sa situation actuelle. De retour au labo, les collègues, moins Ray, parlent des personnages de MASH et d'autres acteurs. Cheryl mentionne que MASH n'avait pas de personnages noirs, mais Cyril en signale un, nommé Spearchucker Jones. Les femmes sont étonnées qu'un personnage soit nommé ainsi dans une émission de télévision alors que les hommes disent simplement que cela s'est produit et a été autorisé à passer. Lana est au téléphone avec Malory. Lana la menace si elle sous-alimente AJ alors qu'elle met fin à l'appel. Malory offre au bébé un morceau de glace de son verre de whisky, puis affirme que le lait maternel de Lana n'est que de la graisse de beurre liquide. Lana remarque une voiture noire qui s'approche et est sur le point de se diriger à l'intérieur mais s'arrête une fois qu'elle entend Archer se vanter de Katya. Lloyd demande si quelque chose s'est passé mais Archer dit non, à l'exception d'un baiser d'adieu qui était NSFWales et Lana se fâche à ce sujet. Elle court à l'intérieur une fois qu'un homme dit bonjour depuis la voiture noire. Lloyd révèle que le MI5 aurait très facilement pu les trouver puisqu'ils sont si bons. Lana veut voir le passeport d'Archer. Son pseudonyme de chef enfant dur Randy Randallman qui essaie de sauver son amour bouleverse Lana. Lloyd reçoit le pseudonyme alors qu'il met une perruque et des lunettes et Archer et Dafydd sont envoyés au placard. Lana ouvre la porte et invite l'agent du MI5 à l'intérieur. Elle semble surprise de le voir alors que Lloyd essaie trop fort d'expliquer qu'il est Randy, un Américain. Dafydd et Archer regardent depuis un trou dans la porte du placard. Archer doit empêcher Dafydd de chanter pendant que l'agent du MI5 dit à haute voix l'Armée libre du Pays de Galles. Lloyd mentionne que la voiture s'est écrasée lorsqu'une abeille a volé dedans et que son mariage est sur les rochers. Lana découvre sa lingerie devant Lloyd et l'agent. Lana rapproche Lloyd de plus près et s'apprête à l'embrasser passionnément devant l'agent. L'agent part presque mais Archer jaillit du placard où Dafydd se masturbe. Archer est confondu avec Lloyd par l'agent. Il souligne qui est vraiment Lloyd, et l'agent en déduit qu'Archer et Lana sont de la CIA. Lana lui donne un coup de pied inconscient. Archer et Lana se chamaillent à propos de leurs problèmes alors que Lana évoque qu'elle sait qu'Archer a embrassé Katya au revoir. Archer explique qu'il est louable de sa part de ne pas avoir couché avec Katya bien qu'elle soit si chaude et Lana pense que l'une d'entre elles souffre d'un accident vasculaire cérébral. Lloyd a porté un toast quelque part entre l'agent faisant irruption et Archer faisant son raisonnement. Lloyd suggère que l'agent du MI5 soit abattu sinon la CIA sera compromise. Lloyd oblige Lana à tenir le toast alors qu'il sort un pistolet. Il a l'intention de tuer Lana et Archer mais Lana l'assomme. Elle laisse Dafydd à Archer et refuse de lui donner l'arme. Krieger a fini de mettre une nouvelle main sur Ray et harcèle sexuellement Cheryl qui sort après trop d'avances. Cyril se demande pourquoi ils parlaient de personnages afro-américains sur MASH et le médecin affirme que la connexion MASH est douloureusement évidente, mais la connexion noire est un mystère. Le spectateur a un aperçu de Ray qui dort encore et qui a maintenant une main droite et un avant-bras robotiques noirs. Lana conduit une voiture alors qu'Archer utilise des tampons pour obstruer son nez ensanglanté. Archer pense que la mission est bonne car les frères sont toujours en liberté et l'agent du MI5 est inconscient à l'arrière de leur voiture, mais surtout parce qu'il pense avoir prouvé que Lana a réagi de manière excessive à Katya. Elle compromet que la confiance est importante. Ils espèrent que Slater ne tuera pas l'agent du MI5 et Archer la rassure sur le fait que cela n'arrivera pas car la CIA devrait également les tuer. Archer suggère également un voyage à la distillerie Glengoolie en Écosse auquel Lana s'oppose. Archer affirme que ce n'est peut-être pas une idée intelligente, mais dit à Lana ce qu'il pense être son idée la plus intelligente : mettre des aimants de charges opposées dans les pare-chocs des voitures afin que les accidents ne deviennent plus et ne se produisent plus. |    |                                                                |           |                                 |                        |
| 74 | 12 | Loin des yeux, près du cœur, partie 1 Drastic Voyage : Part I  | Adam Reed | 26 mars 2015                    | 0,79                   |
| L'agent Hawley donne au groupe une mission importante, y compris Cheryl, Krieger et Pam puisqu'ils parviennent à se cacher dans les missions importantes. Archer se moque de la couleur du pigment de la main robotique de Ray, à sa grande tristesse. Hawley explique le docteur Kovacs, un ancien scientifique russe qui est dans le coma après une poursuite à grande vitesse qui l'aurait conduit à être enlevé par les Russes. Kovacs a fait des recherches sur la miniaturisation, un moyen de réduire n'importe quoi à une taille microscopique. Krieger en est fâché depuis qu'il a passé des années à travailler sur la même chose (en fait, des dinks rétrécis). Hawley dit qu'ils seront réduits à une taille microscopique et feront exploser le caillot de sang du cerveau de Kovac, de sorte qu'il sortira de son coma. S'ils réussissent, chacun d'eux recevra 1 million de dollars. Mais Hawley les avertit que c'est leur dernière chance en raison de leurs échecs précédents ; s'ils échouent ou refusent la mission, non seulement la CIA les licenciera, mais il mettra chacun d'entre eux sur liste noire afin qu'ils ne travaillent plus jamais dans l'espionnage. À la base de la CIA au Nouveau-Mexique, Hawley et Slater présentent le groupe au Dr Sklodowska, l'assistante et amante de Kovacs. Sklodowska leur montre le caillot de sang et le Nereus, un navire qu'ils utiliseront pour voyager à l'intérieur de Kovacs. Archer veut prendre la responsabilité du navire, mais tout le monde l'abat. Poursuivant, le Dr Sklodowska explique que le Nereus voyagera à travers la circulation sanguine de Kovak jusqu'au cerveau et enlèvera le caillot, mais ils n'ont qu'une heure avant de retrouver leur taille normale. Soudain, « Michael Gray de la télévision », dans une combinaison avec le corps humain dessiné dessus, apparaît. Archer est ravi de le voir, mais Sklodowska est bouleversée qu'il soit ici (ils étaient autrefois amants). Après quelques élucubrations, ils avancent vers le navire, car ils manquent de temps. Dans le vaisseau, Slater donne des missions. Ray et Cyril seront capitaine et co-capitaine, Pam et Cheryl ne feront rien, et Lana et Archer s'occuperont de la tourelle. Krieger est placé à l'extérieur du corps avec le reste de l'équipe médicale. Malheureusement, en raison de son incapacité avec le corps humain, Krieger est expulsé de l'équipe. Dans le vaisseau, Lana et Archer se demandent s'ils survivront ou non à cela. Archer est confiant depuis qu'il a survécu à pire, mais Lana lui rappelle Abbiejean. Le processus miniature commence et le Nereus est rétréci. L'équipe médicale vise la région du cou, mais Krieger interrompt le processus par colère envers l'équipe médicale snob. Ses actions, malheureusement, ont provoqué l'injection du Nereus dans le pied. Les choses semblant maintenant s'être dégradées, Malory et Hawley ne peuvent qu'espérer que tout se passera bien. |    |                                                                |           |                                 |                        |
| 75 | 13 | Loin des yeux, près du cœur, partie 2 Drastic Voyage : Part II | Adam Reed | 2 avril 2015                    | 0,72                   |
| L'équipage du Nerius découvre qu'ils ont été injectés loin de leur marque du cerveau et sont dans le pied. Archer essaie de faire du piquant avec de l'alcool à friction, mais Lana et Slater lui rappellent qu'ils ont peu de temps pour déconner. Slater essaie de contacter l' agent Holly mais constate que leurs communications sont endommagées. Holly découvre qu'Abbiejean pleure car elle a faim, mais Malory pense toujours qu'elle est trop grosse pour un bébé. Archer veut renflouer, mais Slater et le Dr Sklodowska le convainquent du contraire. Archer suggère qu'ils utilisent le laser pour sortir le pied vers l'extérieur, mais Sklodowska lui rappelle qu'ils ont la taille d'une bactérie. Sklodowska suggère alors qu'ils peuvent passer au laser à travers une veine sanguine et y voyager jusqu'au caillot. Cependant, ils voyageront à 3 ou 4 milles à l'heure, et étant microscopiques, ils voyageront très vite. Ils atteignent la veine et la découpent au laser. Cyril rappelle à Rayqu'il devra parler à Lana de son racisme à propos de sa main robotique, mais Ray dit qu'il était juste contrarié d'avoir une main robotique, pas de la couleur. Réalisant la mauvaise interprétation, Ray va parler avec Lana, mais lorsque le vaisseau atteint l'intérieur de la veine, la vitesse s'accélère rapidement et jette Ray à travers de nombreuses barres d'acier le rendant tétraplégique. Sklodowska parvient à diriger Cyril dans les veines et ils atteignent le caillot de sang. Avant qu'Archer ne puisse tirer le laser, un globule blanc les attaque et bouche les tourelles. Pour aggraver les choses, Michael Gray, de la télévision, s'est rangé à bord, ce qui a fait chuter leur niveau d'oxygène. La seule façon de déloger le caillot de sang est maintenant que quelqu'un nage à l'intérieur des veines et utilise un laser portable pour le faire exploser. Archer se porte volontaire et emmène Pam avec lui. Avec l'aide de Pam, Archer parvient à faire exploser les globules blancs et à déloger le caillot sanguin. Malheureusement, à leur retour, Archer appuie sur le bouton de décompression qui cale les moteurs jusqu'à ce que tout soit purgé (ce qu'Archer commente, c'est un énorme défaut de conception). Après une longue attente, ils le posent au sol jusqu'aux conduits lacrymaux pendant que l'équipe médicale utilise des compte-gouttes pour extraire les larmes de Kovak, en espérant que l'une d'entre elles contienne le Nerius. Mais même s'ils voient une lumière, le Nerius se développe, tuant Kovak et l'équipe médicale. Malory essaie de demander une autre chance, mais Holly tient parole, renvoyant le groupe de la CIA et les mettant sur liste noire de l'espionnage. Il note également que même avec la mort de Kovak, son travail sur la miniaturisation est toujours dans la base de données. Cependant, Krieger à ce moment détruit les serveurs dans sa rage, perdant les données pour les recherches de Kovak. Alors que Holly pleure la perte de Kovak et de ses données. Dans le désert du Nouveau-Mexique, le groupe essaie de faire du stop tout en luttant contre la chaleur. Malory pense qu'elle pourrait essayer de persuader Holly de leur rendre leur travail, mais Lana dit que cela n'en vaut pas vraiment la peine, d'autant plus que la CIA aurait pu essayer de trouver des excuses pour les renvoyer tout ce temps. Archer est d'accord et note qu'ils n'ont jamais vraiment appartenu à la CIA, parce qu'ils sont les outsiders, les gens qui sont méprisés mais qui font toujours le travail, remontant le moral du groupe. Malory lui rappelle qu'ils ont encore besoin d'argent, mais Archer met des lunettes de soleil et dit qu'il pourrait avoir une solution. |    |                                                                |           |                                 |                        |

## DVD
L'intégrale de la saison 6 est sortie le 29 mars 2016 chez 20th Century Fox, aux États-Unis, et l'audio est uniquement en anglais (ASIN B00T6KIL2E).